# Diocèse de Montefiascone
Le diocèse de Montefiascone (en latin : Dioecesis Faliscodunensis seu Montis Falisci) était un diocèse catholique d'Italie. Il fut créé, en 1369, par détachement du diocèse de Bagnoregio. En 1986, il fusionne pour devenir le « diocèse de Viterbo, Acquapendente (it), Bagnoregio, Montefiascone, Tuscania (it) e San Martino al Monte Cimino », nom abrégé en diocèse de Viterbe en 1991.
Il est restauré en tant que siège titulaire en 1991.

## Histoire
De 1352 à 1357, le cardinal Albornoz mène une campagne de restauration du pouvoir papal sur les territoires de l'État de l'Église. Le pape Urbain V, après une soixantaine d'années de résidence à Avignon en France, décide en 1368  de réinstaller le siège de la papauté à Rome. Débarquant au port de Corneto (aujourd'hui Tarquinia), il arrive à Rome, il y célèbrera sa première messe romaine à la basilique Saint-Jean-de-Latran.
Le travail de pacification d'Albornoz se révèle cependant insuffisant et le pape doit bientôt renoncer à une Rome bouleversée par les émeutes. Il fuit vers Montefiascone qui a toujours été fidèle au pape. La citadelle abrite l'un des sièges des États pontificaux : celui du patrimoine de Saint-Pierre en Tuscie et est en outre très bien fortifiée. Reconnaissant envers cette fidélité, Urbain V, par la bulle pontificale Cum illius du 31 août 1369, donne au château de Montefiascone le statut de ville, avec toutes les libertés qui en découlent, érige le diocèse de Montefiascone, et élève son église au rang de cathédrale dédiée à sainte Marguerite d'Antioche, vierge et martyre, patronne de la ville. Les terres du nouveau diocèse proviennent d'une partie de ceux de Viterbe, d'Orvieto et de Castro : le territoire de Montefiascone est détaché du diocèse de Bagnoregio.
Le premier évêque est le français Pierre de Anguiscen, qui est déposé en 1378 par le pape Urbain VI, parce qu'il a soutenu l'antipape Clément VII au début du Grand Schisme d'Occident.
Le 5 décembre 1435 pour se conformer à la volonté du cardinal Giovanni Maria Vitelleschi, le pape Eugène IV, dans la bulle In supremae dignitatis, érige en diocèse la ville de Corneto l'unissant à perpétuité à Montefiascone. Les territoires des deux diocèses ne sont cependant pas contigus.
En 1519, l'administration du diocèse est confiée à un enfant de neuf ans, Ranuccio Farnèse (1509–1528), fils du pape Paul III, jusqu'à sa mort en 1528.
L'évêque et cardinal Domenico della Rovere débute la reconstruction de la cathédrale de Montefiascone, en 1483, les travaux durent près de deux siècles et sont marqués par un incendie en 1670. Cet évènement permet néanmoins d'accélérer la construction. La cathédrale peut enfin être consacrée le 16 décembre 1674.
Le 14 juin 1854, Pie IX détache Corneto du diocèse de Montefiascone et le rattache au nouveau diocèse de Civitavecchia.
Luigi Boccadoro est nommé, le 14 juin 1951, évêque de Montefiascone et d'Acquapendente, unissant ainsi in persona episcopi les deux sièges. Le 27 mars 1986, le pape Jean-Paul II dans sa bulle Qui non sine supprime le diocèse qui rejoint celui de Viterbe.

### Articles liés
- Diocèse de Civitavecchia-Tarquinia
- Liste des diocèses et archidiocèses d'Italie
- Église catholique en Italie